# لوئیس آلگره سالازار
لوئیس خاویر آلگره سالازار (به انگلیسی: Luis Alegre Salazar؛ ۴ فوریهٔ ۱۹۶۴ – ۵ نوامبر ۲۰۲۲) تاجر و سیاستمدار مکزیکی بود. او از سال ۲۰۱۸ تا ۲۰۲۱ به‌عنوان عضو حزب مورنا (Movimiento Regeneración Nacional) و نماینده ایالت کینتانا رو در اتاق نمایندگان خدمت کرد. او همچنین در تجارت شبکه‌های رادیویی کار کرد.

## مرگ
آلگره سالازار در ۵ نوامبر ۲۰۲۲ بر اثر ایست قلبی درگذشت. این خبر در رادیو اعلام شد. از آلگره سالازار دو فرزند به یادگار مانده‌است.